# Линия Карасуяма
Линия Карасуяма (яп. 烏山線 карасуяма сэн) — железнодорожная линия японского железнодорожного оператора East Japan Railway Company, расположенная в префектуре Тотиги. Линия тянется от станции Хосякудзи в посёлке Таканедзава до станции Карасуяма в городе Насукарасуяма.

## Виды обслуживания
Поезда ходят с разницей приблизительно в один час по всей длине линии. некоторые поезда продолжают движение по линии Тохоку до станции Уцуномия.

## Станции
| Станция          | Японское название | Расстояние (км) | Расстояние (км) | Пересадки    | Расположение  |
| Станция          | Японское название | Между станциями | Всего           | Пересадки    | Расположение  |
| ---------------- | ----------------- | --------------- | --------------- | ------------ | ------------- |
| Хосякудзи        | 宝積寺            | -               | 0.0             | Линия Тохоку | Таканедзава   |
| Симоцукэ-Ханаока | 下野花岡          | 3.9             | 3.9             |              | Таканедзава   |
| Ниита            | 仁井田            | 2.0             | 5.9             |              | Таканедзава   |
| Конояма          | 鴻野山            | 2.4             | 8.3             |              | Насукарасуяма |
| Оганэ            | 大金              | 4.4             | 12.7            |              | Насукарасуяма |
| Кобана           | 小塙              | 2.6             | 15.3            |              | Насукарасуяма |
| Таки             | 滝                | 2.2             | 17.5            |              | Насукарасуяма |
| Карасуяма        | 烏山              | 2.9             | 20.4            |              | Насукарасуяма |